# Retábulo de Monteripido (Perugino)
O Retábulo de Monteripido é um retábulo de dupla face de Perugino, concluído em 1502 para a Chiesa di San Salvatore al Monte em Monteripido, perto de Perugia. Está agora na Galeria Nacional da Úmbria em Perugia.